# Fogd és vidd

Képfájl fogd és vidd módszerrel történő megnézése

A „fogd és vidd”, „húzd és ejtsd” (angolul drag and drop) a számítógép grafikus felhasználói felületén használatos funkció, melynek segítségével a képernyőn lévő valamely absztrakt objektumra egérrel kattintva, majd azt egy másik helyre vagy objektum fölé húzva valamilyen feladatot tudunk végrehajtani.
A fogd és vidd támogatása nem minden szoftver része, pedig sok esetben gyors és a felhasználók számára könnyen elsajátítható technika. Ugyanakkor a fogd és vidd implementációiban legtöbbször hiányzik az arra való utalás, hogy mikor végezhető fogd és vidd-művelet, ezért a felhasználók számára sem mindig nyilvánvaló, hogy egy adott objektumot meg lehet ragadni az egérrel.

## Tevékenységek
A fogd és vidd alapvető eseménysora a következő:
- az egér (vagy más mutatóeszköz) gombjának lenyomásával és nyomva tartásával „megragadjuk” (megfogjuk) az objektumot;
- az objektumot az egér (mutatóeszköz) mozgatásával a célhelyre visszük (húzzuk, vonszoljuk stb.);
- a gomb felengedésével „elejtjük” (elengedjük) az objektumot.

A húzás mozdulata nagyobb erőfeszítést igényel, mint az egér mozgatása a gomb nyomva tartása nélkül. Emiatt a felhasználó nem tudja olyan gyorsan és precízen mozgatni az egeret „drag and drop” közben (lásd Fitt törvénye). A drag and drop-műveletek előnye viszont, hogy két operandust (a megragadott objektumot és a dobás célját) sikeresen kombinálja egy műveletben.
A sok drag and drop-művelet (pl. grafikai tervezés során) megterhelheti az egeret mozgató kezet.
Tervezési problémára utal, ha az egér ugyanazon gombja szolgál elemek kiválasztására és megragadására. Ekkor a felhasználó egy nem elég pontos mozdulattal könnyen „megfoghatja” az elemet kijelölés helyett.

## Mac OS alatt
A drag and drop technika már az eredeti Macintoshon is használatban volt, pl. fájlok vagy mappák lemezek közti másolása során. A System 7-től kezdve már meg lehetett nyitni egy dokumentumot egy alkalmazásban egyszerűen a dokumentum ikonjának az alkalmazás ikonjára dobásával.
A System 7.5-ben a drag and drop kiterjedt a vágólapos műveletekre, pl. szöveges tartalom dokumentumon belüli másolására vagy mozgatására. A szöveget a fájlrendszerbe is ki lehetett húzni, ilyenkor egy később újrahasznosítható „clipping file” keletkezett (hasonló ehhez a windowsos Shell Scrap Object, .SHS fájl).
A Mac OS-t történetének túlnyomó része során egygombos egérrel használták, a gomb az egér felső részének nagy részét elfoglalta. Ez csökkentette a mozgatás során lenyomva tartott egérgomb miatta ergonómiai problémákat.

## Windows alatt
Jeffrey Greenberg állítása szerint Microsoft Windows alatt az első drag and drop-megvalósítás az ő shareware programja, az Aporia volt, ami 1988-ban jelent meg Windows 2.0 alá, később pedig WinTools néven árulta. Az Aporia/WinTools program minden ikonjának voltak olyan funkciói, amiket a bal egérgombbal történő dupla kattintással lehetett elérni, másokat jobbkattintással, vagy valamelyik funkciót (pl. nyomtatás, másolás, megtekintés) jelképező ikonra húzással. Ha egy ikonra duplán kattintottak, és egy program elindult, az ikon kinézete megváltozott, hogy jelezze, fut a program; ha a kuka ikonjára húzták, a program kiszállt.
Később számos versenytárs jelentetett meg drag and dropos kiegészítőket a Windows GUI-jához; ilyenek voltak a Norton Desktop, a Xerox, a NewWave és a Central Point. A Windows 95-tel kezdve a Microsoft, megakadályozandó, hogy versenytársai átvegyék a felhasználói felület felett az irányítást, saját drag and drop-modellt vezetett be.

## OS/2 alatt
Az OS/2 Workplace Shelljében a fogd és vidd-műveletek kizárólagosan a második egérgombbal működnek, míg az elsőt elemek kiválasztására vagy kattintásra lehet használni. Ez az egyik Common User Access-funkció, ami megkülönbözteti a natív OS/2-es alkalmazásokat a platformfüggetlen átültetésektől.

## HTML-ben
A HTML5 specifikációja várhatóan tartalmazni fogja a fogd és vidd-műveletek támogatását.

## Példák
Tipikus példa az asztalon lévő egyik ikon ráhúzása egy speciális lomtár ikonra, ami egy fájl törlését eredményezi.
További példák:
- egy adatfájlt egy alkalmazás ikonjára vagy ablakába dobva megtekintésre vagy feldolgozásra kerül;
- fájlok másolása vagy mozgatása új helyre/mappába/könyvtárba;
- objektumok hozzáadása egy listához, további feldolgozás céljából;
- egy eszköztár elemeinek átrendezése; a Windows 7 alatt a Tálca elemeinek átrendezése;
- egy parancs rádobása egy objektumra, hogy az említett parancsot végrehajtsuk rajta; pl. egy grafikai elem beszínezése egy szín rádobásával;
- egy eszköz ráhúzása a vászon adott helyére, ami után az adott eszköz ott kerül alkalmazásra;
- hiperhivatkozás készítése egy helyről vagy szóból egy másik helyre vagy dokumentumra;
- a legtöbb szövegszerkesztőben lehetőség van a kijelölt szöveg fogd és vidd módszerrel történő másolására vagy mozgatására.

## Fordítás
- Ez a szócikk részben vagy egészben a Drag-and-drop című angol Wikipédia-szócikk ezen változatának fordításán alapul.  Az eredeti cikk szerkesztőit annak laptörténete sorolja fel. Ez a jelzés csupán a megfogalmazás eredetét és a szerzői jogokat jelzi, nem szolgál a cikkben szereplő információk forrásmegjelöléseként.